# 버려요, 아다치 씨
《버려요, 아다치 씨.》(捨ててよ、安達さん。 스테테요, 아다치상[*])는 2020년 4월 18일(17일 심야)부터 TV 도쿄 계열에서 드라마 25로 방송중인 일본의 드라마이도. 주연은 아다치 유미이다.

## 방송 시간
| 방송 기간                  | 방송 시간                     | 방송국          | 비고                        |
| -------------------------- | ----------------------------- | --------------- | --------------------------- |
| 2020년 4월 18일 ~ 7월 4일  | 매주 토요일 새벽 12:52 ~ 1:23 | TV 도쿄         | 제작국                      |
|                            |                               | TV 오사카       |                             |
|                            |                               | TV 홋카이도     |                             |
|                            |                               | TVQ 규슈 방송   |                             |
| 2020년 5월 6일 ~ 7월 22일  | 매주 수요일 새벽 1:00 ~ 1:30  | TV 아이치       |                             |
| 2020년 6월 27일 ~ 9월 12일 | 매주 토요일 새벽 1:00 ~ 1:30  | 나라 TV         | 독립국                      |
| 2020년 6월 29일 ~ 9월 14일 | 매주 월요일 새벽 1:00 ~ 1:30  | TV 와카야마     | 독립국                      |
| 2020년 7월 9일 ~ 9월 24일  | 매주 목요일 새벽 0:00 ~ 0:30  | BS TV 도쿄 (2K) | TV 도쿄 계열 BS 디지털 방송 |
|                            |                               | BS TV 도쿄 4K   | 4K로 화질을 올려서 방송     |

| 방송 기간                 | 방송 시간                    | 방송국       | 비고 |
| ------------------------- | ---------------------------- | ------------ | ---- |
| 2020년 4월 22일 ~ 7월 8일 | 매주 수요일 업로드           | 도라마코리아 |      |
| 2020년 5월 4일 ~ 7월 20일 | 매주 월요일 새벽 1:30 ~ 2:00 | 채널J        |      |

## 줄거리
어느날, 아다치는 여성 잡지의 편집장으로부터 “매호 개인 물건을 하나씩 정리해줬으면 한다”는 연재 기획을 받는다. 그 날 밤, 아다치의 꿈 속에 수수께끼의 소녀와 의인화된 사물이 나타나며 반드시 자신을 버려줬으면 한다고 간원을 받는다. 아다치의 심정을 조금씩 펴서 읽어가는 픽션과 논픽션이 섞인 이야기로 전개된다.

## 등장 인물
- 아다치 유미 : 아다치 씨(安達)(본인) 역
- 카와카미 린코 : 꿈 속의 소녀 역
- 니시무라 신야 : 니시무라(西村) 매니저 역
- 아라이 미우 : 미우(美羽) 역 - 아다치의 딸, 엔딩과 6화, 12화에 등장

### 특별 출연
- 칸지야 시호리 : 아다치의 대표작 DVD 역
- 고토 유미 : 편집장 역
- 우스다 아사미 : 고무줄 역
- 토즈카 준키 : 비닐봉지 역
- 쿠로키 우라라
- 카토 료 : 첫 휴대전화 역
- 카타기리 하이리 : 수제 시계/미츠요(ミツヨ) 역
- 카지와라 히카리 : 카지와라 히카리(梶原ひかり)(본인) 역
- 야가미 네가오 : 오카시마(岡島) 역
- 와타나베 다이치 : 반지 역
- 토쿠나가 에리 : 미야(ミヤ) 역 - 소설 “유리 정원” 문고본, 요코의 여동생
- 마츠모토 마리카 : 요코(ヨウコ) 역 - 소설 “유리 정원” 하드 커버 단행본, 미야의 언니
- 아키야마 코토네 : 쇼코(ショウコ) 역 - 소설 “유리 정원” 전자 서적판
- 사오리 : 구두 역
- 키타무라 타쿠미 : 키타무라 타쿠미(北村匠海)/10년 전의 니시무라 매니저 역
- 아라이 미우 : 10년 전의 아다치[주 1]
- 지로(시논누) : 급여 명세서 역
- YOU : 잠옷 역

## 방영 목록
| 화수   | 날짜     | 바이바이 리스트 목록          |
| ------ | -------- | ----------------------------- |
| 제1화  | 4월 18일 | DVD                           |
| 제2화  | 4월 25일 | 비닐봉지와 고무줄             |
| 제3화  | 5월 2일  | 첫 피처폰                     |
| 제4화  | 5월 9일  | 미츠요 이모의 시계            |
| 제5화  | 5월 16일 | 누구에게나 호감받고 싶은 마음 |
| 제6화  | 5월 23일 | 반지                          |
| 제7화  | 5월 30일 | 문고본「유리 정원」           |
| 제8화  | 6월 6일  | 추억이 깃든 구두              |
| 제9화  | 6월 13일 | 머리카락 (5밀리)              |
| 제10화 | 6월 20일 | 첫 알바의 급여 명세서         |
| 제11화 | 6월 27일 | 잠옷                          |
| 제12화 | 7월 4일  | 탯줄                          |

### 내용주
1. ↑  미우를 연기하고 있는 아라이 미우와 동일인물
2. 1 2  바이바이 리스트에는 적혀있지 않다

### 참조주
1. 1 2 3  “安達祐実、10年ぶりの地上波連ドラ主演で本人役に　「おそらく最初で最後の機会」” [아다치 유미, 10년만의 지상파 연속극 주연에 본인역으로 ‘어쩌면 처음이자 마지막 기회’]. 《Real Sound》 (일본어) (株式会社blueprint). 2020년 2월 13일. 2020년 2월 13일에 확인함.
2. ↑  틀:지상파 텔레비전국의 출처
3. ↑  {{{media-ref}}}